# 19258 Gongyi
19258 Gongyi este un asteroid din centura principală de asteroizi.

## Descriere
19258 Gongyi este un asteroid din centura principală de asteroizi. A fost descoperit pe 24 martie 1995 la Xinglong în cadrul programului Beijing Schmidt CCD Asteroid Program. Asteroidul prezintă o orbită caracterizată de o semiaxă mare de 2,29 ua, o excentricitate de 0,14 și o înclinație de 7,5° în raport cu ecliptica.